# Rue Henri Stacquet
Pour les articles homonymes, voir Henri et Stacquet.
La rue Henri Stacquet (en néerlandais : Henri Stacquetstraat) est une rue bruxelloise de la commune de Schaerbeek qui va l'avenue Rogier au square Prévost-Delaunay en passant par la rue Paul Devigne.

## Histoire et description
La rue porte le nom du peintre belge Henry Stacquet, né à Bruxelles en 1838 et décédé à Schaerbeek en 1906. Bien que son prénom est "Henry", la rue se nomme "Henri".
La numérotation des habitations va de 1 à 61 pour le côté impair et de 6 à 62 pour le côté pair.

## Voies d'accès
- arrêt Patrie du tram 25 (STIB)
- arrêt Patrie du bus 64 (STIB)
- arrêt Patrie du bus 65 (STIB)